# Fußballer des Jahres (Bulgarien)
Der Fußballer des Jahres (bulgarisch Футболист № 1 на България) wird in Bulgarien seit 1961 von bulgarischen Sportjournalisten gewählt.
Rekordtitelträger ist Dimitar Berbatow. Er wurde siebenmal ausgezeichnet und gewann 2002, 2004, 2005, 2007, 2008, 2009 und 2010.

## Bisherige Titelträger
| Jahr | Spieler               | Position   | Nationalität | Verein                                |
| ---- | --------------------- | ---------- | ------------ | ------------------------------------- |
| 1961 | Georgi Najdenow       | Torwart    | Bulgarien    | ZSKA Sofia                            |
| 1962 | Iwan Kolew            | Abwehr     | Bulgarien    | ZSKA Sofia                            |
| 1963 | Aleksandar Shalamanow | Abwehr     | Bulgarien    | Slawia Sofia                          |
| 1964 | Nikola Kotkow         | Sturm      | Bulgarien    | Lokomotive Sofia                      |
| 1965 | Georgi Asparuchow     | Sturm      | Bulgarien    | Lewski Sofia                          |
| 1966 | Aleksandar Shalamanow | Abwehr     | Bulgarien    | Slawia Sofia                          |
| 1967 | Dimitar Penew         | Abwehr     | Bulgarien    | ZSKA Sofia                            |
| 1968 | Simeon Simeonow       | Torwart    | Bulgarien    | Slawia Sofia                          |
| 1969 | Christo Bonew         | Sturm      | Bulgarien    | Lokomotive Plowdiw                    |
| 1970 | Stefan Aladschow      | Abwehr     | Bulgarien    | Lewski Sofia                          |
| 1971 | Dimitar Penew         | Abwehr     | Bulgarien    | ZSKA Sofia                            |
| 1972 | Christo Bonew         | Sturm      | Bulgarien    | Lokomotive Plowdiw                    |
| 1973 | Christo Bonew         | Sturm      | Bulgarien    | Lokomotive Plowdiw                    |
| 1974 | Kiril Iwkow           | Abwehr     | Bulgarien    | Lewski Sofia                          |
| 1975 | Kiril Iwkow           | Abwehr     | Bulgarien    | Lewski Sofia                          |
| 1976 | Boschidar Grigorow    | Sturm      | Bulgarien    | Slawia Sofia                          |
| 1977 | Pawel Panow           | Mittelfeld | Bulgarien    | Lewski Sofia                          |
| 1978 | Rumen Goranow         | Torwart    | Bulgarien    | Lokomotive Sofia                      |
| 1979 | Atanas Michajlow      | Sturm      | Bulgarien    | Lokomotive Sofia                      |
| 1980 | Andrej Scheljaskow    | Sturm      | Bulgarien    | Slawia Sofia                          |
| 1981 | Georgi Velinow        | Torwart    | Bulgarien    | ZSKA Sofia                            |
| 1982 | Radoslaw Zdrawkow     | Abwehr     | Bulgarien    | ZSKA Sofia                            |
| 1983 | Stojtscho Mladenow    | Mittelfeld | Bulgarien    | ZSKA Sofia                            |
| 1984 | Plamen Nikolow        | Mittelfeld | Bulgarien    | Lewski Sofia                          |
| 1985 | Georgi Dimitrow       | Abwehr     | Bulgarien    | ZSKA Sofia                            |
| 1986 | Borislaw Michajlow    | Torwart    | Bulgarien    | Lewski Sofia                          |
| 1987 | Nikolaj Iliew         | Abwehr     | Bulgarien    | Lewski Sofia                          |
| 1988 | Ljuboslaw Penew       | Sturm      | Bulgarien    | ZSKA Sofia                            |
| 1989 | Christo Stoitschkow   | Sturm      | Bulgarien    | ZSKA Sofia                            |
| 1990 | Christo Stoitschkow   | Sturm      | Bulgarien    | ZSKA Sofia / FC Barcelona             |
| 1991 | Christo Stoitschkow   | Sturm      | Bulgarien    | FC Barcelona                          |
| 1992 | Christo Stoitschkow   | Sturm      | Bulgarien    | FC Barcelona                          |
| 1993 | Emil Kostadinow       | Sturm      | Bulgarien    | FC Porto                              |
| 1994 | Christo Stoitschkow   | Sturm      | Bulgarien    | FC Barcelona                          |
| 1995 | Krassimir Balakow     | Mittelfeld | Bulgarien    | Sporting Lissabon / VfB Stuttgart     |
| 1996 | Trifon Iwanow         | Abwehr     | Bulgarien    | SK Rapid Wien                         |
| 1997 | Krassimir Balakow     | Mittelfeld | Bulgarien    | VfB Stuttgart                         |
| 1998 | Iwajlo Jordanow       | Mittelfeld | Bulgarien    | Sporting Lissabon                     |
| 1999 | Alexandar Alexandrow  | Mittelfeld | Bulgarien    | Lewski Sofia                          |
| 2000 | Georgi Iwanow         | Sturm      | Bulgarien    | Lewski Sofia                          |
| 2001 | Georgi Iwanow         | Sturm      | Bulgarien    | Lewski Sofia                          |
| 2002 | Dimitar Berbatow      | Sturm      | Bulgarien    | Bayer 04 Leverkusen                   |
| 2003 | Stilijan Petrow       | Sturm      | Bulgarien    | Celtic Glasgow                        |
| 2004 | Dimitar Berbatow      | Sturm      | Bulgarien    | Bayer 04 Leverkusen                   |
| 2005 | Dimitar Berbatow      | Sturm      | Bulgarien    | Bayer 04 Leverkusen                   |
| 2006 | Martin Petrow         | Mittelfeld | Bulgarien    | Atlético Madrid                       |
| 2007 | Dimitar Berbatow      | Sturm      | Bulgarien    | Tottenham Hotspur                     |
| 2008 | Dimitar Berbatow      | Sturm      | Bulgarien    | Tottenham Hotspur / Manchester United |
| 2009 | Dimitar Berbatow      | Sturm      | Bulgarien    | Manchester United                     |
| 2010 | Dimitar Berbatow      | Sturm      | Bulgarien    | Manchester United                     |
| 2011 | Nikolaj Michajlow     | Torwart    | Bulgarien    | FC Twente Enschede                    |
| 2012 | Georgi Milanow        | Sturm      | Bulgarien    | Litex Lowetsch                        |
| 2013 | Iwan Iwanow           | Abwehr     | Bulgarien    | FC Basel                              |
| 2014 | Wladislaw Stojanow    | Torwart    | Bulgarien    | Ludogorez Rasgrad                     |
| 2015 | Iwelin Popow          | Sturm      | Bulgarien    | Spartak Moskau                        |
| 2016 | Iwelin Popow          | Sturm      | Bulgarien    | Spartak Moskau                        |
| 2017 | Iwelin Popow          | Sturm      | Bulgarien    | Spartak Moskau                        |
| 2018 | Kiril Despodow        | Sturm      | Bulgarien    | ZSKA Sofia                            |
| 2019 | Dimitar Iliew         | Sturm      | Bulgarien    | Lokomotive Plowdiw                    |
| 2020 | Dimitar Iliew         | Sturm      | Bulgarien    | Lokomotive Plowdiw                    |
| 2021 | Kiril Despodow        | Sturm      | Bulgarien    | Ludogorez Rasgrad                     |
| 2022 | Kiril Despodow        | Sturm      | Bulgarien    | Ludogorez Rasgrad                     |

## Inoffizielle Fußballer des Jahres
Bereits in den 1950er Jahren wurden die bestplatzierten Fußballer innerhalb der Wahl zu Bulgariens Sportler des Jahres vereinzelt zum Fußballer des Jahres ernannt.
| Jahr | Spieler         | Nationalität | Verein     |
| ---- | --------------- | ------------ | ---------- |
| 1955 | Stefan Boschkow | Bulgarien    | ZSKA Sofia |
| 1956 | Iwan Kolew      | Bulgarien    | ZSKA Sofia |
| 1958 | Manol Manolow   | Bulgarien    | ZSKA Sofia |
| 1959 | Georgi Najdenow | Bulgarien    | ZSKA Sofia |